# 알코
알코 유한회사(핀란드어: Alko Oy 알코 오사케위흐티외[*])는 핀란드의 주류 전매 공기업이다. 알코올 도수 5.5 이상의 맥주, 포도주, 증류주를 전매한다.

## 같이 보기
- 주류 전매